# Pavel Ryazantsev
Pavel Ryazantsev, född 19 maj 1981, är en rysk bandyspelare.
Ryazantsev spelar för AIK i bandyns högstadivision Elitserien. Ryazantsev har en stor meritlista som innehar 5 VM-guld för Ryssland, 1 World Cup guld, 4 Ryska mästerskaps guld, 5 Ryska cupvinster, 4 Ryska supercupvinster. Pavel mäter 195 cm och väger 96 kg.